# صدرا (فارس)
شهر صدرا شهری برنامه‌ریزی‌شده و اقماری در ۱۵ کیلومتری شمال غربی شیراز است. مطالعات و طراحی صدرا در سال ۱۳۶۸ آغاز گردید. با تکمیل بیمارستان‌ها و پروژه‌های درمانی، این شهر به قطب درمانی کشور تبدیل شده است.
صدرا در پایان سال ۱۳۹۸ با داشتن ۱۲۲٬۲۲۶ تن جمعیت ششمین شهر پرجمعیت استان فارس به‌شمار می‌رود.
صدرا سومین نوین شهر پرجمعیت کشور پس از پرند و اندیشه به‌شمار می‌رود. مناطق مسکونی شهر جدید صدرا به دو فاز یک و دو تقسیم شده‌است که فاز یک در قسمت شرق و فاز دو در قسمت غرب قرار گرفته‌است. صدرا دارای مراکز دانشگاهی مهمی است؛ پردیس دانشگاه آزاد اسلامی شیراز و دانشگاه علوم پزشکی شیراز و سایت جدید دانشگاه صنعتی شیراز در این شهر واقع شده‌اند.

## تاریخچه
برنامه‌ریزی و طراحی نوین شهر صدرا در فروردین ۱۳۶۸ در دستور کار وزارت مسکن و شهرسازی قرار گرفت و به مهندسین مشاور جهت اقدام لازم واگذار گردید. طرح تفصیلی شهر صدرا در سال ۱۳۶۹ و نهایتاً طرح جامع شهر در بهمن‌ماه سال ۱۳۷۴ به تصویب شورای عالی شهرسازی و معماری کشور رسید. صدرا در سال ۱۳۸۸ به دلیل رشد جمعیت و توسعه، از نظر تقسیمات کشوری به شهر ارتقا یافت.
وسعت محدوده قانونی شهر جدید صدرا حدود ۵ هزار هکتار و حوزه استحفاظی آن بر اساس مصوبه شورای عالی شهرسازی و معماری ایران ۱۷ هزار هکتار تعیین گردید. با توجه به ورودی اصلی شهر که از طریق تنگ جلاب صورت می‌گیرد اولین مکان جهت آماده‌سازی در زمینی به وسعت ۲۰۰ هکتار تعیین گردید که به‌شکل خطی و پاندولی به سمت شرق و غرب این ناحیه گسترش پیدا می‌کند.

## موقعیت
صدرا از جنوب از طریق دو مسیر تنگ جلاب و تنگ قره‌پیری به شهر شیراز و مراکز صنعتی الکترونیک، از سمت شرق و از طریق باجگاه به بزرگراه شیراز - مرودشت و به اراضی کشاورزی دشت مرودشت و همچنین به مراکز صنعتی همچون پالایشگاه شیراز و کوههای کتک لپویی، از سمت شمال به شهرک صنعتی ملوس جان و اراضی کشاورزی بیضا   از سمت غرب به بزرگراه شیراز - سپیدان و اراضی کشاورزی مرتبط می‌شود.

## جمعیت
بر پایه سرشماری عمومی نفوس و مسکن در سال ۱۳۹۵ جمعیت صدرا ۹۱٬۸۶۳ نفر (۲۸٬۷۴۱ خانوار) بوده‌است و این شهر در پایان سال ۱۳۹۸ با دارا بودن ۱۲۲٬۲۲۶ تن جمعیت چهارمین شهر پرجمعیت استان فارس به‌شمار می‌رود.

## مناطق و محلات

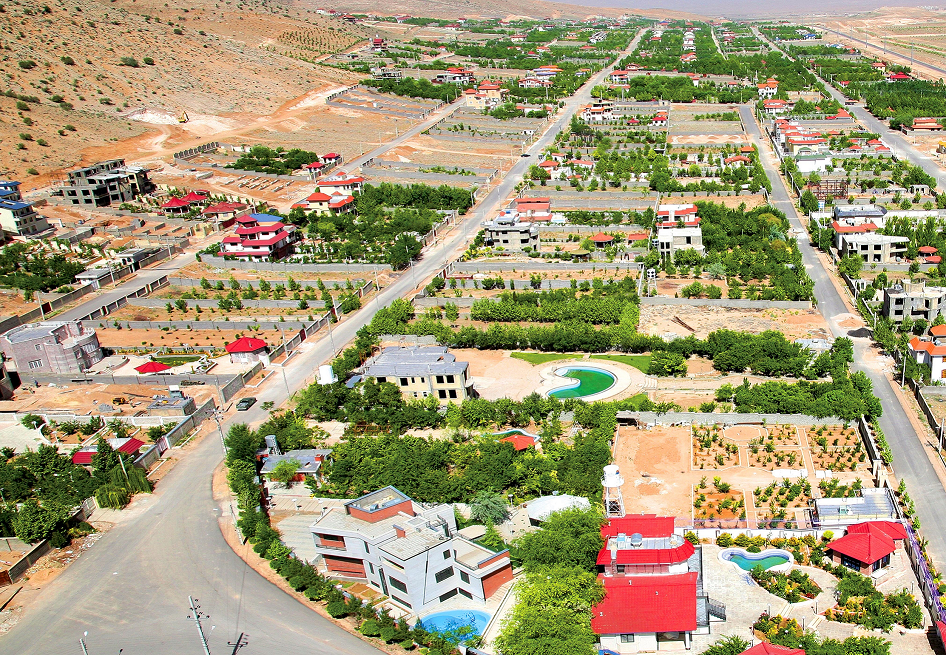
باغشهر صدرا

### فاز۱
این فاز در واقع اولین بخش این شهر می‌باشد که از سال ۱۳۷۱ شروع به ساخت و ساز شده و عمده جمعیت کنونی این شهر در این فاز ساکن می‌باشند. این فاز در بیشتر قسمت‌هایش دارای اراضی اوقافی می‌باشد و به دلیل عبور ریل قطار در مجاورت بلوار حافظ و شهرسازی پرتراکم و ارتفاع و فاصله زیاد در محله کوهسار و همچنین تراکم جمعیتی بسیار بالا در بلوار فردوسی تمایل بسیار زیادی وجود دارد.
- منطقه وزارت دفاع در فاز ۱

این منطقه در محدوده خیابان پاسارگاد ۲ و مولانا ۲ می‌باشد به دلیل ملکی بودن اراضی و معماری اروپائی (تراکم جمعیت بسیار کم فضای سبز بسیار زیاد) و فاصله بسیار زیادی که از محل عبور ریل قطار و همچنین مجاورت با پارک مرکزی صدرا و ساخته شدن این محله به موازات طولی باغشهر صدرا و نزدیکی به بیمارستان پیوند اعضا از مرغوبیت ملکی بسیار بالائی برخوردار بوده و گاهی از سایر استان‌های کشور و کشورهای حاشیه خلیج فارس این منطقه را جهت سکونت انتخاب می‌کنند.
- سایر مناطق فاز ۱

از سایر پروژه‌های موجود در فاز یک می‌توان به پروژه مسکن مهر. آسمان صدرا و همچنین بوستان‌های بسیار زیادی در این فاز می‌باشد که می‌توان به پارک نجوم که دارای یک رصد خانه می‌باشد اشاره کرد.
بیشتر مجتمع‌های تجاری شهر صدرا در این فاز می‌باشد که می‌توان به مرکز تجاری زندیه. مرواریدو… اشاره کرد

### فاز ۲
طراحی این فاز در زمینی به مساحت ۱۲۰۰ هکتار از سال ۱۳۷۰ آغاز و قطعات آن در دوبخش ویلایی و آپارتمانی از سال ۱۳۷۱ توسط تعاونی مسکن مخابرات. علوم پزشکی. دانشگاه. زمزم. نیروی انتظامی. ارتش. زمین شهری و… به متقاضیان واگذار شد.

### باغشهر
این منطقه در صدرا از ویژگی‌های منحصربه‌فرد این شهر می‌باشد که جلوه خاصی به زیبایی و طراوت به هوای این شهر داده‌است. باغشهر در واقع نوعی مسکن ویژه در مطالعات جامع و تفصیلی شهر صدرا تلقی می‌گردد که واحدهای مسکونی با سطح اشغال ۱۰ درصد و تراکم ۱۵ درصد در قطعات حداقل ۱۰۰۰ مترمربعی که با معماری خاص خود طراحی و اجرا می‌شوند. باغشهرها در واقع نوعی سند هویتی شهر صدرا محسوب می‌گردند و در حال حاضر تعدادی بیش از ۲۰۰۰ قطعه باغشهر به مساحت کل ۳۰۰ هکتار آماده‌سازی شده‌است. در مرکز باغشهرهای صدرانیزیک مرکز خرید بزرگ قرار دارد. بهترین نقطه باغشهرهای دارای مجوز، منطقه‌ای به نام  گلبهار می‌باشد و احداث باغ زیتون و پروژه قصر سبز از دیگر برنامه‌های پیش روی باغشهر صدرا می‌باشد.باغشهر های اهل بیت مجوز ندارد
این منطقه در چند سال گذشته بیشترین جذب سرمایه جهت ساخت ویلا و عمارت‌های اعیانی جهت اقامت اختصاص داده شده‌است.
شهر صدرا که شامل باغشهری های متعددی از جمله گلبهار ، بهارستان ، بهاران یا همان تنگ جلاب ، پردیس ، قصر سبز ، دادگستری قدیم ، دادگستری جدید ، بوستان پارسیان ، اهل بیت ، زاگرس ، ملکزاد ، آموزش پرورش ، 30 هکتاری یاس و هشت بهشت است .

## مراکز درمانی
از بارزترین مؤلفه‌های شهر صدرا ساخت شهر سلامت در این شهر می‌باشد که از مهم‌ترین آن‌ها می‌توان به موارد زیر اشاره کرد:
- بیمارستان پیوند اعضا ابوعلی سینا با وسعت ۲۶ هکتار
- بیمارستان سوانح سوختگی و ترمیمی امیرالمؤمنین با وسعت ۶ هکتار
- بیمارستان اعصاب و روان با وسعت ۴ هکتار
- بیمارستان قلب خاتم‌النبیا وسعت ۳ هکتار
- بیمارستان سرطان جنوب
- بیمارستان 150 تختخوابی توانبخشی

## مراکز تفریحی
- مجتمع فرهنگی -ورزشی- تفریحی تپه کاج صدرا

ساحت ۴ هکتار وزیر بنای یک هکتار شامل: پیست کارتینگ، دوچرخه سواری، اسکیت، مینی گلف، سالن اسکواچ، سالن چند منظوره…
- پارک نجوم

این پارک واقع در سایت فرهنگی شهر صدرا -شامل مسجد، رصدخانه، و فرهنگسرا در مساحتی بالغ بر ۱۰۰۰۰۰ وبا کارکرد فرهنگی-علمی- تفریحی
- مجتمع تفریحی- اقامتی پارک ابی

مساحت ۱۳ هکتار واقع در شمال جاده ورودی صدرا مقابل اراضی تنگ جلاب
- پارک بزرگ اندیشه

در سایتی به مساحت ۲۵۰۰۰۰ متر مربع و دریاچه‌ای به مساحت ۵۰۰۰۰ متر مربع می‌باشد.
- مرکز آموزش گشت گلخانه‌ای

با هدف ایجاد اولین مرکز کار آموزی فارغ‌التحصیلان رشته کشاورزی کشور مجتمع یادشده توسط بخش خصوصی در منتهی‌الیه ارتفاعات شمالی فاز یک شهر جدید صدرا به مساحت ۲۲۰۰۰ متر مربع احداث گردیده‌است.
- دهکده تفریحی-فرهنگی-اقامتی مانوش: کوه محل تولد مانوش.
- مجتمع فرهنگی توریستی داوس.
- مجتمع تفریحی ورزشی کوهگشت: سرزمین سبز.
- مجتمع فرهنگی بانوان
- اکو پارک صدرا
- پارک کوهستانی بزرگ
- هتل 5 ستاره رز
- پردیس سینمایی صدرا

## مراکز تجاری

### مجتمع خلیج فارس
مجتمع خلیج فارس از بزرگترین واحدهای تجاری تفریحی کشور می‌باشد با بیش از ۲۵۰۰ واحد تجاری با امکانات رفاهی و تفریحی بسیار مدرن هایپر مارکت هایپر استار و شهر بازی بین‌المللی و سینما با پخش صوت دالبی دیجیتال، هتل بین‌المللی که در ابتدا قرار بود ۷ ستاره باشد اما به دلیل مسائل فرهنگی به ۵ ستاره بین الملی تقلیل یافت که این هتل در برج بزرگ خلیج فارس می‌باشد. این برج در پشت مجتمع خلیج فارس در حال ساخت می‌باشد. شایعات عجیب و مختلفی دربارهٔ این توقف پروژه ۳۵ طبقه شنیده می‌شود، اما درست‌ترین آن این است مشکل مالی باعث توقف این طرح شده و البته از اجرای شهربازی روباز و دریاچه با طرح خلیج فارس نیز خبری نیست.

### سایر
- مجتمع بزرگ تجاری مروارید-این مجتمع با زیر بنای ۱۳۰۰۰ متر مربع
- مرکز خرید گلبهار-این مجتمع واقع در ناحیه باغشهر صدرا
- مرکز خرید سهند-این مجتمع در ۲ طبقه در مجاورت پارک سهند
- مجتمع تجاری پارمیدا-این مجتمع واقع در محور مجهز شهری
- مجتمع تجاری الماس شهر واقع در بلوار دانش

## مراکز دانشگاهی
- پردیس دانشگاه علوم پزشکی شیراز
- پردیس دانشگاه آزاد اسلامی واحد شیراز
- سایت جدید دانشگاه صنعتی شیراز
- دانشکده هنر ومعماری دانشگاه آزاد اسلامی
- مرکز آموزش علمی-کاربردی فن‌آوران کشاورزی صدرا

## ترابری

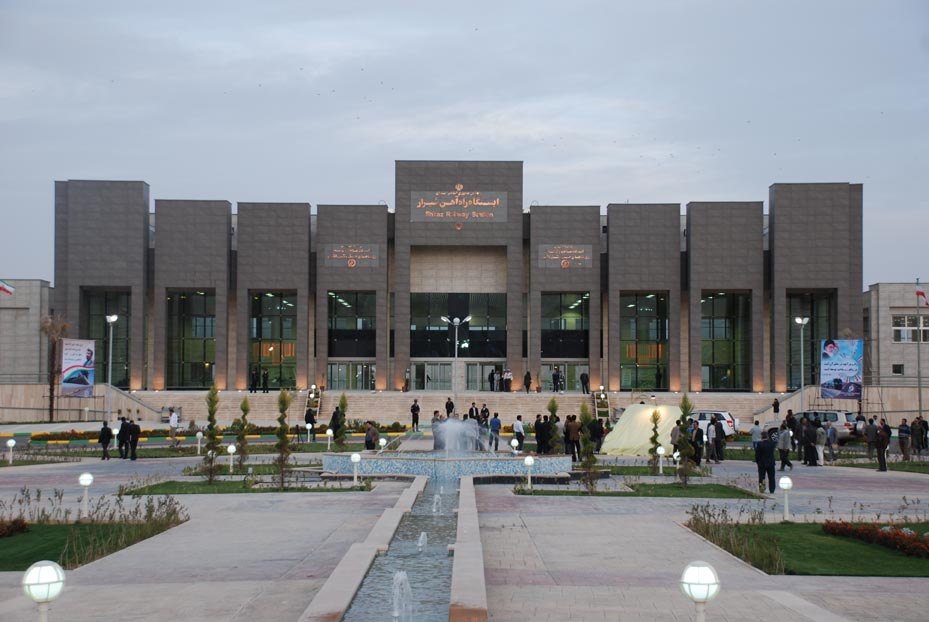
ایستگاه راه‌آهن شیراز

این شهر علاوه بر دارا بودن سامانه حمل و نقل داخلی تحت نظر سازمان حمل و نقل شهرداری، دارای خطوط اتوبوسرانی سریع‌السیر به پایانه‌های قصردشت، نمازی و میدان شهدای شهر شیراز است.
«بزرگراه صدرا» اتصال‌دهندهٔ صدرا به شیراز است که از یک طرف به بزرگراه دکتر حسابی و از طرف دیگر به میدان فاز یک منتهی می‌شود. همچنین بر اساس مطالعات طرح‌های جامع و تفصیلی در شهر صدرا، ۵ راه دسترسی جدید برای این شهر دیده شده که از سمت جنوب شرق صدرا از طریق دشت قره‌پیری به شمال غرب شیراز، از سمت شرق و از طریق دشت باجگاه به بزرگراه شیراز-مرودشت، از سمت شمال به طرف ملوس‌جان، از سمت جنوب و از طریق دشت قصرقمشه به طرف شمال غرب شیراز و از سمت جنوب غرب به طرف دوکوهک و بزرگراه شیراز-سپیدان پیش‌بینی گردیده‌است.
خط ۳ متروی شیراز نیز به این شهر منتهی می‌شود. این خط از ایستگاه متروی میرزای شیرازی در پل معالی آباد آغاز می‌شود و هم‌مسیر با بزرگراه دکتر حسابی در ایستگاه راه‌آهن شیراز به پایان می‌رسد و در ادامه خط قطار برقی در مسیری به طول ۹ کیلومتر از این ایستگاه آغاز و تا ابتدای شهر صدرا و حاشیه اکوپارک ادامه می‌یابد. عملیات ساخت این خط در سال ۱۳۹۸ آغاز شده‌است. ایستگاه راه‌آهن شیراز نیز در ابتدای بزرگراه صدرا قرار دارد.

## مراکز صنعتی
همچنین با توجه به نیاز شهر به مراکز کارگاهی و صنعتی غیرآلاینده و با در نظر گرفتن بادهای غالب و تمرکز این قبیل کاربری‌ها، مکانی در حدود ۲۰۰ هکتار در قسمت جنوب غربی شهر و در مجاورت ورودی دوم صدرا به این امر اختصاص یافته‌است.
این منطقه در شهر جدید صدرا نیز از ویژگی‌های خاص این شهر می‌باشد که موجب رونق بخشی هرچه بیشتر به این شهر شده‌است. از واحدهای صنعتی فعال در این شهر می‌توان به:
- کارخانه شیراز سرم :تولیدکننده سرم و دارو
- کارخانه گلسار: تولیدکننده تجهیزات بهداشتی ساختمان
- کارخانه سانتی گراد:تولیدکننده تأسیسات گرمایش و سرمایش
- کارخانه آذر پولاد: تولیدکننده تجهیزات فلزی نیروگاه‌ها
- کارخانه تکاپو: تولیدکننده تجهیزات برق اضطراری
- کارخانه سیما صنعت فارس: تولیدکننده تجهیزات فلزی ساختمان و منابع هوایی اب